# Морини, Эрика
Эрика Морини (нем. Erika Morini; 5 января 1904[…], Вена — 1 ноября 1995, Манхэттен, Нью-Йорк) — австрийская и американская скрипачка.

## Биография
Эрика Морини родилась в Вене в 1904 году. Её отец был родом из Триеста, с её матерью Малкой Вайсман, учителем фортепиано, он познакомился в Черновцах, откуда они переехали в Вену и открыли музыкальную школу в Леопольдштадте. Она получила свои первые уроки музыки у своего отца Оскара Морини (настоящее имя Осер или Ойсер Мориц), ученика Якоба Грюна и Йозефа Иоахима. У Эрики Морини было пять братьев и сестер, которые также занимались творческими профессиями: Алиса стала пианисткой; Стелла также скрипачкой; Хейди стала танцовщицей; Фрэнк стал арт-дилером, а Альберт концертным агентом.
Эрика продолжила обучение у Отакара Шевчика в Венской музыкальной академии, а также получила уроки от Розы Хохман-Розенфельд. В юном возрасте девушке выпала честь выступать перед императором Францем Иосифом. В 1916 году Эрика начала давать концерты в Вене, в 1918 году она выступала в составе Берлинского филармонического оркестра, а в 1919 году в составе Лейпцигского оркестра Гевандхауза под управлением Артура Никиша. В 1921 году состоялось первое выступление в США, в Нью-Йорке, в Карнеги-холле с Артуром Боданцки.
В 1932 году вышла замуж за ювелира Феличе Сиракузано из Мессины. Детей в браке не появилось. Вместе с ним она эмигрировала в Нью-Йорк в 1938 году, чтобы избежать антисемитского террора в Германия и Австрии. В Нью-Йорке она продолжила концертную карьеру и давала уроки скрипки в частной музыкальной школе. В 1943 году получила гражданство США. В 1949 году она вновь вернулась в Вену и дала первый за двенадцать лет концерт.
В 1955 году Морини стала почётным доктором Колледжа Смита (Массачусетс), а в 1963 году — в Консерватории Новой Англии (Бостон).
С 1976 года прекратила концертную деятельность.
Незадолго до её смерти, когда она лежала в больнице, в октябре 1995 года из её квартиры на Пятой авеню на Манхэттене была украдена её скрипка Страдивари, а также множество картин, личных писем и записей. По оценкам, стоимость скрипки составляла более трёх миллионов долларов. Преступление так и осталось нераскрытым. Об ограблении Эрика так и не узнала, она ушла из жизни 1 ноября в возрасте 91 года. Согласно её завещанию, та самая скрипка должна была быть продана с аукциона, а все вырученные средства перечислены в еврейские благотворительные организации.